# Боб Кестер
Ро́берт Грегг Ке́стер (англ. Robert Gregg Koester, 30 жовтня 1932, Вічита, Канзас — 12 травня 2021), відомий як Боб Кестер — засновник і власник одного з найстаріших американських незалежних джазових і блюзових лейблів звукозапису Delmark Records.

## Біографія
Боб Кестер народився 30 жовтня 1932 року в місті Вічита, штат Канзас. Під час навчання у середній школі захопився джазом та блюзом, відвідував місцеві виступи, колекціонував класичні записи першої половини XX-го сторіччя, розшукуючи їх у постачальників платівок для музичних автоматів та у місцевих магазинах секонд-хенду. 1951 року Боб вступив до Університету Сент-Луїсу навчатись кінематографії. В цей час він почав торгувати записами, надсилаючи їх на поштове замовлення. Кестер приєднався до сент-луїського джаз-клубу, налагодив контакти в музичному світі Сент-Луїсу і таким чином просував свій маленький бізнес.
Близько 1952 року він разом з членом джаз-клубу Роном Фістером відкрив невеликий магазин звукозаписів під назвою K&F Sales, згодом перейменований у Blue Note Record Shop. 1953 року через різні музичні уподобання Кестер і Фістер розділилися, і Боб відкрив власний магазин на бульварі Дельмар. Того ж року засновано його власний лейбл Delmar Records. Першим задокументованим записом нового лейблу стала сесія традиційного джазового гурту Windy City Six, яку Кестер випустив на 10-дюймовій платівці.
За кілька років Боб відшукав для наступних релізів забутих старих блюзменів: Спеклда Реда, Біг Джо Вільямса, Дж.Д. Шорта. Він придбав права на вінтажні майстер-записи старих лейблів United, Apollo та Regal. 1958 року Кестер перебрався до Чикаго, купив у автора пісень Сеймура Шварца магазин звукозаписів Seymour's Jazz Mart, що невдовзі отримав відому в джазовому світі назву Jazz Record Mart. Лейбл було перейменовано з Delmar у Delmark Records через проблеми з авторським правом.
Магазин Кестера за п'ятдесят років свого існування перетворився у найбільше в Чикаго зібрання блюзу, джазу, госпелу, R&B на вінілових платівках, CD та DVD, відповідних книг, журналів, відео та постерів. Він став одним з найбільших блюзових та джазових центрів, з яким пов'язана діяльність багатьох осіб блюзового світу. В підвалі Jazz Record Mart жили Біг Джо Вільямс та Чарлі Масселвайт, Масселвайт та Майкл Блумфілд час від часу підробляли у магазині. У Jazz Record Mart в різні часи працювали майбутні засновники відомих лейблів та власники блюзових клубів: Брюс Іглауер (Alligator Records), Майкл Френк (Earwing Music), Піт Кроуфорд (Blues, Etc.), Чак Несса (Nessa Records), Емі ван Сінгел і Джим О'Ніл (Rooster Blues Record і журнал Living Blues).
Паралельно з продажем записів Кестер розвивав свій лейбл Delmark. На початку 60-х він знайшов та записав Сліпі Джона Естеса, Рузвельта Сайкса та Янка Рейчелла. Далі увагу Боба привернули сучасні йому блюзові виконавці, яких не бажав помічати головний чиказький лейбл Chess Records. 1965 року він записав і випустив дебютний альбом Джуніора Веллса Hoodoo Man Blues, що миттєво став чиказькою блюзовою класикою. Успіх призвів до низки аналогічних релізів перспективних виконавців, серед яких, між іншим, альбоми Меджика Сема (West Side Soul, 1967), Дж. Б. Гатто (Hawk Squat, 1969), Лютера Еллісона (Love Me Mama, 1969), Кері Белла (Carey Bell's Blues Harp, 1969), Джиммі Докінса (Fast Fingers, 1969) Роберта Локвуда-молодшого (Steady Rollin' Man, 1973) та Отіса Раша (Cold Day in Hell, 1975). Музична кар'єра та широке визнання цих (і багатьох інших) виконавців завдячує діяльності Боба Кестера. Він також відіграв провідну роль у становленні багатьох чиказьких блюзових виконавців-жінок: Зори Янг, Біг Тайм Сари, Шірлі Джонсон, Карен Керролл, Грени Луїзи, Кетрін Девіс, Дейтри Фарр, Бонні Лі, Деметрії Тейлор та Шерон Льюїс.
Джазові напрямки діяльності Кестера також зазнали змін у Чикаго. Якщо раніше Боб надавав переваги традиційному новоорлеанському джазу, на новому місці він вчасно оцінив авангардний чиказький рух і його Delmark став першим лейблом, що випустив твори Роско Мітчелла (Sound, 1966), Джозефа Джармана (Song For, 1967),
Махола Річарда Абрамса (Levels And Degrees Of Light, 1966), Ентоні Брекстона (3 Compositions Of New Jazz, 1968), Art Ensemble of Chicago (Live at Mandel Hall, 1974), а також перевидав перші два альбоми Сан Ра (Sun Song, 1967) та (Sound Of Joy, 1968).
2016 року Боб Кестер був змушений закрити Jazz Record Mart через надвисоку орендну платню. У травні 2018 року оголошено про продаж Delmark Records. В 65-ту річницю створення Боб Кестер, посилаючись на вік і неможливість подальшого керування компанією, продав лейбл тандему чиказьких музикантів та викладачів Джулії Міллер та Ельбіо Бариларі.
Боб Кестер нагороджений преміями Фонду Блюзу Keeping The Blues Alive Awards 1990 року в категорії «Збереження історії», 1997 року в категорії «Найкращий ритейлер» (Jazz Record Mart), 2004 року в категорії «Найкращий лейбл» (Delmark Records). 1996 року Боба Кестера включено до Зали слави блюзу.
Боб Кестер помер 12 травня 2021 року в хоспісі, де перебував внаслідок перенесеного інсульту.